# Български енциклопедии
Енциклопедичното дело в България започва края на 19. и началото на 20 век. Първата българска универсална енциклопедия – Енциклопедически речник на Лука Касъров е в 3 тома, издадени от Драган Василев Манчов. Тя съдържа 23 000 статии, подредени азбучно. Българската енциклопедия на братя Данчови излиза през 1936 г. и съдържа 35 000 статии.

## История

### През Възражването
Начало на българското енциклопедично дело поставят Кръстьо Пишурка и Лука Касъров.

### Царство България
През 20-те и 30-те години на 20 век в Царство България излизат последователно редица тематични енциклопедични речници:
- Малък художествен речник. Живопис, архитектура, скулптура, графика. от Николай Райнов (1928);
- Търговски енциклопедичен речник от Александър Хаджиев (1930);
- Илюстрован музикален речник от Иван Камбуров (1933);
- Педагогически речник от Любомир Русев (1936);
- Земеделска енциклопедия от Сава Ботев и Йосиф Ковачев в 2 тома (1937/39);
- Малка философско-научна енциклопедия (1939) от Марко Марчевски;
- Малка литературна енциклопедия от Марко Марчевски (1940);

### Народна република България
- Енциклопедия. Българската възрожденска интелигенция. Учители, свещеници, монаси, висши духовници, художници, лекари, аптекари, писатели, издатели, книжари, търговци, военни.... София, ДИ „Д-р Петър Берон“, (1988);

След Априлския пленум е подготвена Кратка българска енциклопедия в 5 тома, съдържаща 27 000 статии, отразяващи всички области на знанието от позициите на марксизма-ленинизма. Тази кратка енциклопедия е дело на БАН, както и последвалата я универсална Енциклопедия А-Я от 1974 г. с 21 000 статии.
По случай честваната 1300-годишнина от основаването на Дунавска България започва издаването на „Енциклопедия България“, излязла в 7 тома. Първите 6 тома излизат в рамките на 10 години (1978 – 1988 г.) и са под влияние на господстващата по това време идеология. Последният 7-и том излиза през 1997 г., като първоначално набраният материал е поправен и прередактиран с оглед настъпилите обществени промени след Десетоноемврийския преврат. В последния том са добавени и редица „изпуснати“ по идеологически съображения в предходните 6 тома статии. По времето на комунистическа България продължава издаването на редица енциклопедични речници и справочници от различни области на знанието.

### Република България
- Ланджев, Илия. Енциклопедия на лечебните растения в България. Билки, болести, рецепти.   София, Труд, 2005. ISBN 9545284994.
- Енциклопедия „Дарителството“; [4]
- Българоезична Уикипедия – 6 декември 2003 г.

След 10 ноември 1989 г. две издателства подготвят и издават универсални енциклопедии – БАН с „Издателство Труд“ излиза с нова „Българска енциклопедия А-Я“ (1999 г. с 25 000 статии, 2002 г. с 30 000 статии и 2005 – 2008 с 32 000 статии) и „Съвременна българска енциклопедия“ на Габеров в 2 тома – последното трето издание от 2010 г. съдържа 45 000 статии.
В края на 2011 г. излиза 12-томно издание Голяма енциклопедия „България“ на БАН.

## Регионални издания
Регионални енциклопедични речници в България имат няколко града с регионите им – Кюстендил (Енциклопедичен речник Кюстендил от 1988 г.), Стара Загора (Стара Загора и Старозагорска област от 2008 г.), Пловдив (Пловдив и Пловдивска област от 2009 г.) и Варна (Варна и Варненска област от 2009 г.). През 2009 г. излиза и „Пловдивска енциклопедия“ с автор Георги Райчевски. „Енциклопедия „Пирински край““ е посветена на Благоевград и Благоевградско.